# Doryfera ludovicae
Doryfera ludovicae е вид птица от семейство Колиброви (Trochilidae). Видът е незастрашен от изчезване.

## Разпространение
Разпространен е в Боливия, Колумбия, Коста Рика, Еквадор, Панама, Перу и Венецуела.